# Melegena diversipes
Melegena diversipes är en skalbaggsart som beskrevs av Maurice Pic 1933. Melegena diversipes ingår i släktet Melegena och familjen långhorningar. Inga underarter finns listade i Catalogue of Life.